# 삭발의 모정
삭발의 모정은 한국에서 제작된 강대진 감독의 1965년 영화이다. 황정순 등이 주연으로 출연하였고 김인동 등이 제작에 참여하였다.

## 출연

### 주연
- 황정순
- 김운하

## 제작진
- 조명: 오인환
- 미술: 홍성칠